# Pietro Pietramellara
Pietro Pietramellara (Bologna, 9 settembre 1804 – Roma, 5 luglio 1849) è stato un militare e patriota italiano.
Marchese d'orientamento liberale, difese Vicenza nel 1848 e poi difese la Seconda Repubblica Romana morendo a seguito delle ferite riportate nel combattimento di Porta San Pancrazio.

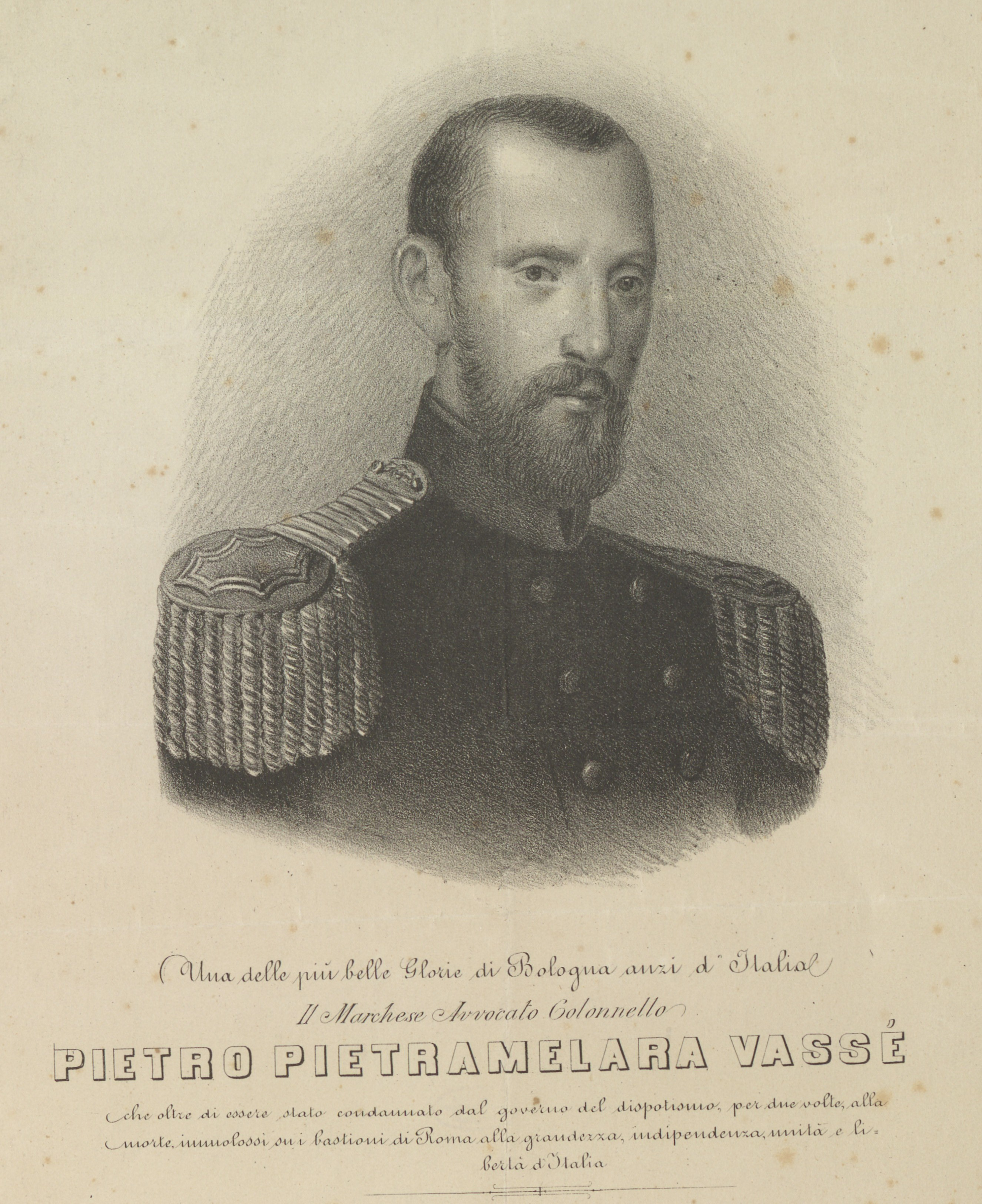
Pietro Pietramellara

## Biografia
Dopo aver iniziato gli studi nel collegio (Liceo) militare di Venezia, ritornò a Bologna prendendo la laurea in Giurisprudenza. Quindi lasciò Bologna per andare al servizio di Carlo Alberto divenendo ufficiale di una compagnia di granatieri, durante questo servizio a Genova divenne membro della Giovine Italia, finendo per essere coinvolto nei falliti moti del 1833, durante i quali, alla guida di una compagnia di granatieri, avrebbe dovuto occupare il forte Sperone innalzando la bandiera tricolore. Sfuggito all'arresto, riparò a Bologna ottenendo la conversione della relativa condanna piemontese ad un esilio dagli stati sardi. A Bologna riprese l'attività cospirativa, fondando una sezione di patrioti fin quando, scoperto dalle autorità pontificie, dovette fuggire in Francia.
Ritornò nel 1847 a Bologna, dove contribuì alla organizzazione della guardia civica e divenne, come colonnello, il comandante del battaglione VI fucilieri, distintosi nella difesa di Vicenza durante la prima guerra di indipendenza. 
Dopo la vittoriosa controffensiva austriaca, che obbligò Carlo Alberto a chiedere l'armistizio, Pietramellara, come altri patrioti si diresse a Roma, dove la Repubblica Romana si trovava a difendersi contro le truppe francesi.
Pietramellara, colonnello dei bersaglieri, comandava la difesa di Villa Doria Pamphilj, assalita improvvisamente la notte del 3 giugno 1849 dalla truppe francesi, e guidando un assalto alla baionetta riuscì a contenere l'attacco nemico coprendo la ritirata delle tre compagnie ivi presenti. Alla fine di questa azione rientrò illeso con la sciabola spezzata e tre fori di proiettile nella divisa. Due giorni dopo venne colpito alla spalla a Villa Savorelli, e morì il 5 luglio quando le truppe francesi, ormai vinta la resistenza, erano entrate da due giorni nella città.
Il suo funerale, nella chiesa di San Vincenzo Anastasio venne interrotto dall'ingresso nell'edificio di truppe francesi con baionetta in canna, ed uno dei militari tolse dal cadavere la coccarda tricolore appuntatavi sul petto.